# Las tontas no van al cielo
Las tontas no van al cielo är en mexikansk telenovela från 2008, med Jacqueline Bracamontes, Jaime Camil och Valentino Lanús i huvudrollerna.

## Rollista (i urval)
- Jaime Camil - Santiago "Santy" López Carmona
- Jacqueline Bracamontes - Cándida "Candy" Morales Alcalde de Molina
- Valentino Lanús - Patricio "Pato" Molina Lizárraga

### Fotnoter
1. ↑  ”Dumb Girls don't go to Heaven” (på engelska). filmaffinity.com. https://www.filmaffinity.com/en/film516755.html. Läst 22 augusti 2008.